# Shangyin
Shangyin (cinese: 上瘾; titolo internazionale Addicted, conosciuta anche come Addicted Heroin e Heroin) è una serie televisiva cinese, adattata dalla novel 你丫上瘾了？ (lett. Sei dipendente?) di Chai Jidan, andata in onda dal 29 gennaio al 23 febbraio 2016. Le riprese si sono tenute a Pechino dal 30 novembre al 23 dicembre 2015. Pubblicata originariamente sul portale web iQiyi, è stata prodotta con un budget di 5 milioni di yuan.

## Trama
Bai Luo Yin (Yin Zi) vive solo col padre, Bai Han Qi, da quando da piccolo i suoi genitori divorziarono. All'età di 16 anni, la madre, Jiang Yuan, si risposa con Gu Wei Ting, un ricco imprenditore, ma provando odio per lei decide di non andare al matrimonio. Jiang vuole però fortemente che il figlio venga a vivere con lei, il marito e il figlio di quest'ultimo, Gu Hai (Da Hai), rimanendoci male quando lui declina l'offerta. Senza sapere chi sia l'uno e chi l'altro, i due figli si incontreranno a scuola, diverranno piano piano amici e s'innamoreranno.

## Episodi
| Stagione       | Episodi | Prima TV |
| -------------- | ------- | -------- |
| Prima stagione | 15      | 2016     |

## Successo, censura e sospensione
La serie è riuscita a totalizzare 10 milioni di visualizzazioni nei giorni successivi al rilascio delle puntate, rendendolo il secondo show più visto su iQiyi. Già presentata censurata in alcune scene (comunque non esplicite), il successo scatenato negli ascolti ha spinto il governo cinese, che condanna l'omosessualità, ad interrompere la pubblicazione al dodicesimo episodio. Le ultime tre puntate sono state comunque pubblicate su YouTube, bandito in patria, nel resto del mondo, benché gli episodi totali avrebbero dovuto essere 18. La produzione aveva comunque previsto una seconda stagione, ma il governo ne ha completamente bloccato gli intenti, oltre a bandire i due attori protagonisti insieme sullo schermo e a fissare delle leggi base per evitare altri casi simili.

## Musiche
La sigla di testa è 海若有因 (lett. Se Hai ha Yin), cantata dai due protagonisti Xu Weizhou e Huang Jingyu, e composta dal primo. La sigla di coda è 慢慢走 (lett. Cammina lentamente), cantata e composta da Xu Weizhou.
Nella colonna sonora ci sono anche le canzoni 我想 (lett. Io penso), cantata da Shuhei Nagasawa e composta da Xiao Long Lao Si, e 如果没有你 (lett. Se non ti avessi), con voce di Teresa Teng e composizione di Xiao Xuan.	